# مختلفات
مختلفات (بالكورية: 남남)؛ هو مسلسل تلفزيوني كوري جنوبي، من بطولة جيون هي جين، سو يونغ، آهن جاي-ووك، وبارك سونغ-هون. مبني على الويبتون الذي يحمل نفس الاسم، عرض على Genie TV و ENA في 17 يوليو الى 22 اغسطس 2023 ، بث كل يومي الإثنين والثلاثاء الساعة 22:00 بتوقيت (KST).

## القصة
أصبحت إيون مي (جيون هيي بين) أماً غير متزوجة عندما كانت طالبة في المدرسة الثانوية. قامت بتربية ابنتها جين هي بنفسها. الآن، إيون مي في الأربعينيات من عمرها وتعيش مع ابنتها جين هي (سو-يونغ) البالغة من العمر 29 عامًا. تعمل ايون مي كمعالج بدني وتعمل جين هي كضابط شرطة في مركز شرطة نام-تشون الفرعية. تتشاجر `` جين هي '' مع والدتها بشأن كل شيء، لكن تربطهما رابطة عائلية قوية. في أحد الأيام، ظهر جين-هونغ (آهن جاي ووك) رجل غامض أمام أيون مي. يعمل كطبيب. في هذه الأثناء، يتم تخفيض رتبة جاي وون (بارك سونغ هون) ويتم نقله إلى مركز شرطة فرع نام-تشون. يلتقي بجين هي، وهو غير قادر على الانسجام مع جين هي على الإطلاق.

## المشاهدات
حققت الحلقة الاخيرة نسبة تقييم 5.5% على مستوى البلاد و 6.4% في العاصمة سيئول، كما تصدر اسبوعيا لايام الاثنين والثلاثاء، اصبح المسلسل ثاني اعلى تقييما في تاريخ ENA بعد المحامية الغريبة وو يونغ.
| الموسم | الموسم | رقم الحلقة | رقم الحلقة | رقم الحلقة | رقم الحلقة | رقم الحلقة | رقم الحلقة | رقم الحلقة | رقم الحلقة | رقم الحلقة | رقم الحلقة | رقم الحلقة | رقم الحلقة | المتوسط |
| الموسم | الموسم | 1          | 2          | 3          | 4          | 5          | 6          | 7          | 8          | 9          | 10         | 11         | 12         | المتوسط |
| ------ | ------ | ---------- | ---------- | ---------- | ---------- | ---------- | ---------- | ---------- | ---------- | ---------- | ---------- | ---------- | ---------- | ------- |
|        | 1      | غ/م        | 387        | 522        | 572        | 667        | 767        | 886        | 866        | 891        | 1037       | 1005       | 1005       | 1141    |

| الحلقات | تاريخ البث    | تقييمات نيلسن كوريا | تقييمات نيلسن كوريا |
| الحلقات | تاريخ البث    | على الصعيد الوطني   | سيئول               |
| --- | ------------- | ------------------- | ------------------- |
| 1 | 17 يوليو 2023 | 1.266%              | 1.258%              |
| 2 | 18 يوليو 2023 | 1.611%              | 1.687%              |
| 3 | 24 يوليو 2023 | 2.479%              | 2.804%              |
| 4 | 25 يوليو 2023 | 2.747%              | 3.163%              |
| 5 | 31 يوليو 2023 | 2.886%              | 3.252%              |
| 6 | 1 أغسطس 2023  | 3.623%              | 3.950%              |
| 7 | 7 اغسطس 2023  | 3.873%              | 4.774%              |
| 8 | 8 اغسطس 2023  | 3.910%              | 4.452%              |
| 9 | 14 اغسطس 2023 | 4.527%              | 5.536%              |
| 10 | 15 اغسطس 2023 | 4.401%              | 4.762%              |
| 11 | 21 اغسطس 2023 | 4.683%              | 5.191%              |
| 12 | 22 اغسطس 2023 | 5.532%              | 6.484%              |
| متوسط | متوسط         | 3.462%              | 3.943%              |
| - تُبث هذه الدراما على قناة الكابل / التلفزيون المدفوع الذي عادةً ما يكون جمهورها أصغر نسبيًا مقارنةً بالمحطات التلفزيونية / العامة (KBS ، SBS ، MBC ، EBS). |               |                     |                     |

## روابط خارجية
- الموقع الرسمي
 (بالكورية)
- مختلفات على موقع IMDb (الإنجليزية)
- مختلفات على موقع قاعدة بيانات الفيلم (الإنجليزية)
- مختلفات على هانسينما